# San Pedro Nopala
San Pedro Nopala est une municipalité de l'État d'Oaxaca au Mexique.
Elle abritait une population de 834 habitants lors du recensement de 2005 et occupe une superficie de 20,41 km2.

Localisation de San Pedro Nopala dans le district de Teposcolula